# Якбап
Якбап, яксик («як» — мед, «бап» — рисова каша) — солодка корейська рисова каша. Зварений клейкий рис змішують з медом, кунжутовою олією, каштанами, кедровими горіхами, жужубом та знов відварюють на пару. Вважається цілющою лікарською стравою. Подається на стіл на свята чи родинні торжества

## Історія
У 488 році в Кореї за часів правління короля Сочжі у державі Сілла зготовили уперше кашу з клейкого рису задля підношення богам. Інша згадка про якбап міститься у віршах книги «Мокинчжіб», виданої у XIV столітті:
|  | каша з клейкого рису з медом, жужубами та кунжутовою олією |

За часів трьох царств (Когурьо, Пекче та Сілла) розвивались способи приготування каші. Уперше назва «якбап» зустрічається у записах датованих початком династії Лі (1392 — 1910) у книгах «Кухапчхонсо» та «Рьол'ян сесігі». Страва готувалась на день Великого повного місяця (15-те число першого місяця за місячним календарем). За кордоном уперше була приготовлена на вимогу корейського посланця у Пекіні при імператорській династії Цін.

## Назва
Якбап також називають «хянпаб» — ароматною кашею, «мічхан» — красивою кашею або ж «чапквабан» — кашею з ягодами. У різних країнах поза межами Кореї страву називають просто — «корейською кашею».